# Więzadło tylne kowadełka

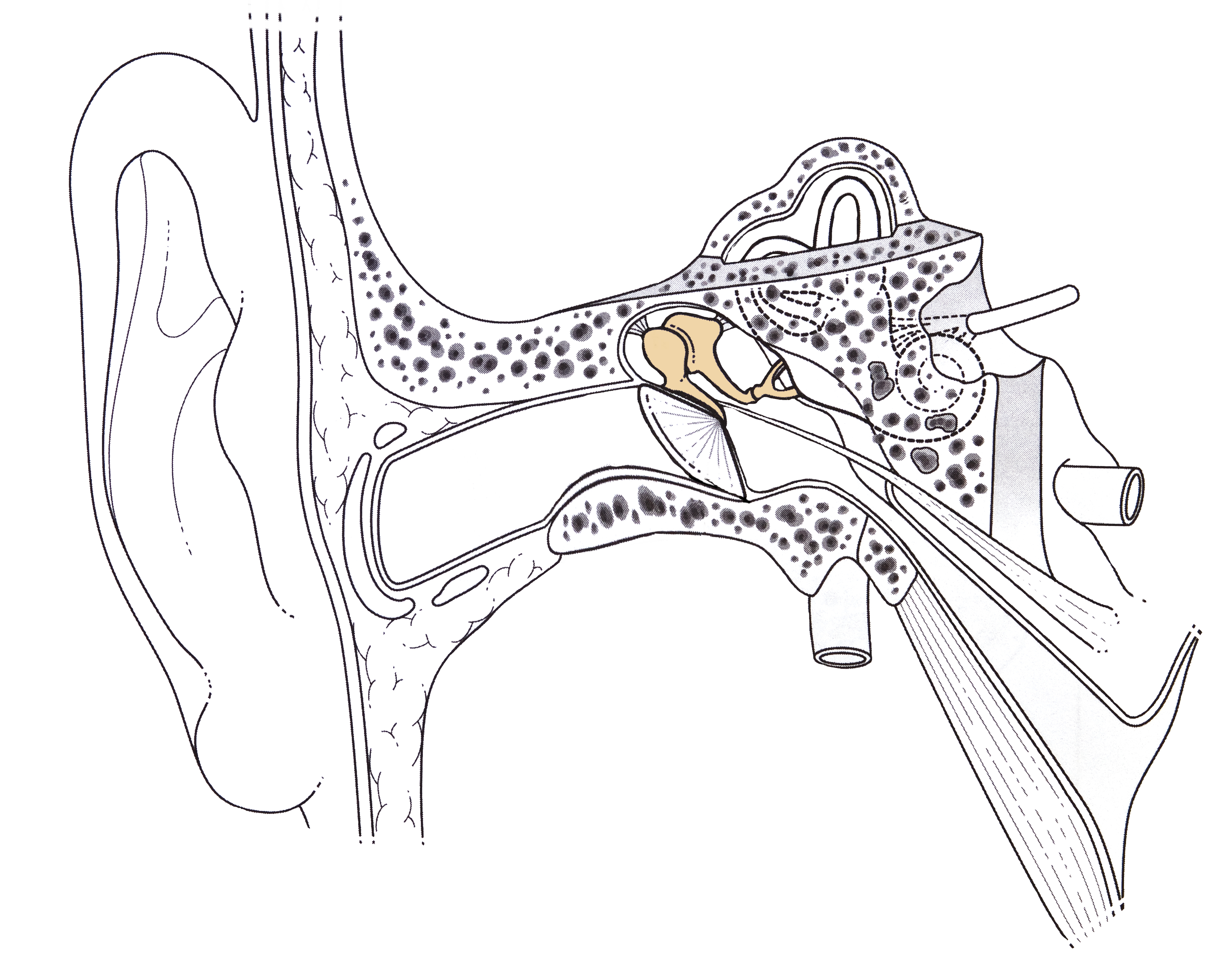
Ucho zewnętrzne i środkowe człowieka. Widoczne więzadło tylne kowadełka i więzadło górne młoteczka.

Więzadło tylne kowadełka (łac. ligamentum incudis posterius) – w anatomii człowieka jedno z więzadeł łączących kosteczki słuchowe ze ścianami jamy bębenkowej, jedno z dwóch więzadeł kowadełka. Zaczyna się na tylnej ścianie jamy bębenkowej i kończy na odnodze krótkiej kowadełka.